# Сушон, Вильгельм
Вильгельм Антон Сушон (нем. Wilhelm Anton Souchon, 2 июня 1864, Лейпциг — 13 января 1946, Бремен) — немецкий адмирал (11 августа 1918) времён Первой мировой войны.
Руководил боевыми действиями германо-турецкого флота против России на Чёрном море, оказал существенное влияние на вступление Османской империи в войну.

## Ранние годы
Поступил на флот в 1881 году.

## Участие в войне
С 10 апреля 1911 — контр-адмирал.
23 октября 1913 года возглавил Средиземноморскую эскадру, состоявшую из линейного крейсера «Гебен» и лёгкого крейсера «Бреслау».
В августе 1914 года увёл эскадру в Чёрное море, что привело к вступлению Турции в войну на стороне Германии. Эскадра номинально была включена в состав турецкого флота; командующим флотом был назначен Сушон.
С 27 января 1915 — вице-адмирал.
Командовал турецким флотом в бою у мыса Сарыч и других операциях на Чёрном море.
С 1917 — адмирал турецкого флота.
В 1917 году вернулся в Германию и возглавил 4-ю эскадру линейных кораблей Флота Открытого моря.

## Любопытные факты
Племянник В. Сушона, Герман Сушон, был убийцей Розы Люксембург.